# 勝間田氏
勝間田氏（かつまたし、かつまたうじ）は日本の氏族の一つである。本貫を遠江国蓁原郡勝田（静岡県牧之原市）の勝間田川流域一帯とする。勝田、勝間、勝俣などの異表記もある。

## 歴史
出自については諸伝あり、藤原南家の工藤氏の系統とする説、桓武平氏の平良文の系統とする説などがある。横地氏と同族とも。
保元の乱（1156年）の際に源義朝勢の家人として「遠江国の勝田」として言及があり、古くから源氏にしたがってきた一族とみられる。鎌倉時代には勝間田城（牧之原市）に拠った。
室町時代には応永の乱（1399年）や永享の乱（1438年 - 1439年）では、室町幕府方の勢力として登場する。文明8年（1476年）に駿河国の今川義忠が遠江に進出すると、勝間田氏や横地氏は今川氏に抵抗して敗れ、滅亡したという。清浄寺が菩提寺と伝わる。
この後、残党は一族の勝間田修理之亮（伊野八郎）とともに富士山の東の裾野へ落ち延びた。そこで林野を拓いて土着し、「伊野」が転訛して「印野村」（現在の御殿場市印野、東富士演習場の隣接地）となったという。御殿場市周辺には異表記を含めた「カツマタ」姓が多い。

## 関連人物
- 勝田（かつまた）成長[4] - 鎌倉時代初期の御家人。文治2年（1186年）に玄蕃助に任じられた記録がある[1]。勝田平三郎成長[4]、勝田三郎[1]、勝田平三[1]とも。

- 勝間田長清（生没年不詳。藤原長清とも。） - 鎌倉時代後期の勝間田城城主。『夫木和歌抄』を編纂[9][10]。